# Мухаммед Тауфик Назим-паша
Мухаммед Тауфик Назим-паша (араб. محمد توفيق نسيم باشا‎; 30 июня 1871, Каир — 8 марта 1938, Каир) — египетский государственный и политический деятель, трижды занимавший пост премьер-министра Египта (20 мая 1920 — 16 марта 1921; 30 ноября 1922 — 15 марта 1923; 15 ноября 1934 — 30 января 1936), министр пожертвований (1919), министр внутренних дел Египта (1919—1920), министр финансов (1924).

## Биография
Турецкого происхождения. Исламист суннитского толка. Окончил юридическую школу, где познакомился с видными интеллектуалами Ахмадом Лютфи ас-Саййидом, Исмаилом Сидки, Мустафой Камилем
В 1901 года женился на египетской принцессе Мунире, внучке Исмаила-паши, правителя Египта (1863—1879). В марта 1924 года супруги развелись.
С 20 мая 1920 по 16 марта 1921, затем с 30 ноября 1922 по 15 марта 1923 и с 15 ноября 1934 по 30 января 1936 года — занимал пост премьер-министра Египта.
Кроме того работал министром пожертвований (1919) и министром внутренних дел Египта (1919—1920).
Во время своего пребывания на посту министра пожертвований работал над улучшением управления общественными фондами и пожертвованиями для двух священных мечетей, а также заботился о сохранении древностей и обслуживании мечетей и святынь.
После своего назначения министром внутренних дел трудился над обеспечением общественной безопасности, пересмотрел весовой список с золотыми марками, чтобы предотвратить мошенничество, сыграл важную роль в чеканке никелевых и монет из хрома.
В 1934 году издал указ об отмене конституции Исмаила Сидки 1930 года. Указом от декабря 1934 года учредил Министерство торговли и промышленности Египта, гражданский и шариатский суд, дорожный суд и строительство Кармоузского шариатского районного суда, строительство началось в 1935 году.